# Bertil Sundin
Bertil Sundin (ur. 9 czerwca 1921, zm. 19 maja 2000) – szwedzki zapaśnik walczący w stylu klasycznym. Złoty medalista mistrzostw Europy w 1947 roku. 